# Борутта
Борутта (італ. Borutta, сард. Borutta) — муніципалітет в Італії, у регіоні Сардинія,  провінція Сассарі.
Борутта розташована на відстані близько 350 км на південний захід від Рима, 150 км на північ від Кальярі, 29 км на південний схід від Сассарі.
Населення — 285 осіб (2014).

## Демографія
Населення за роками:

Станом на 1 січня 2023 року в муніципалітеті офіційно проживали 3 іноземці з 2 країн, серед них 2 громадяни країн Євросоюзу.

## Сусідні муніципалітети
- Бессуде
- Боннанаро
- Керемуле
- Тієзі
- Торральба